# Давид Граматик
Давид Граматик, Давіт Керакан (вірм. Դավիթ Քերական) (дати життя і смерті невідомі) — вірменський письменник і граматик V—VI століть. Яскравий представник грекофільскої школи ранньосередньовічної Вірменії.

Біографічні дані не збереглися. Відомий як автор «Тлумачення граматики» — коментаря до «Мистецтва граматики» Діонісія Фракійського. Був одним із засновників граматичної науки у Вірменії, займався етимологіями, естетикою, визначенням теорії музики. Давид зробив особливий внесок у класифікацію принципів етимології вірменської мови. Написав поему патріотичного характеру, від якої збереглися тільки уривки. Дає важливі відомості про культуру Вірменії в пізній античності, зокрема розповідає про вірменський народний театр, гусанах, фокусниках і канатоходцях. У своїх науково-естетичних поглядах ділить мистецтва на три види — «зле», яке завдає шкоди суспільству, «добре», яке приносить користь, і «середнє», марне і нешкідливе. До «злого» відносить фокусників і чародіїв, до «доброго» — духовний спів, до «середнього» — танці й театр. У «Тлумаченні граматики» Давид пише:
|  | Природа людини складається з двох частин: духовної і тілесної. Відповідно з цим будь-яке мистецтво відноситься або до одного, або до іншого, носить характер або теоретичний, або практичний. Як теоретичне, так і практичне мистецтва однаково поділяються натроє: на добре, зле і середнє. Для мистецтва розумного добрим буде творчість, за допомогою істинної чесноти, духовних книг або пісень, злим буде чаклунство і чарування, а середнім - мистецтво таємного, нечутного співу для самого себе, а також танець і різне подібне. |

Ранні дослідники плутали Давіта Керакана з його сучасником Давидом Непереможним, оскільки в давніх текстах зазначено тільки ім'я Давид. Але вже М. Адонц встановив що за одним цим ім'ям ховається кілька людей. Подальші дослідження повністю підтвердили це. Для відмінності філософських творів Давида Непереможного від творів з граматики, явно написаних іншою особою, В. Чалоян після імені Давид, додав до нього слово «Керакан» (граматик). Таке позначення закріпилося в академічній науці. Таким чином, найменування Керакан — умовне.
У Матенадарані зберігаються три списки «Тлумачення граматики» Давида — в рукописах №5596 (XII—XIII століття), №1746 (1280 рік) і №1115 (1409 рік).